# Drame (cinéma)
Pour les articles homonymes, voir Drame.

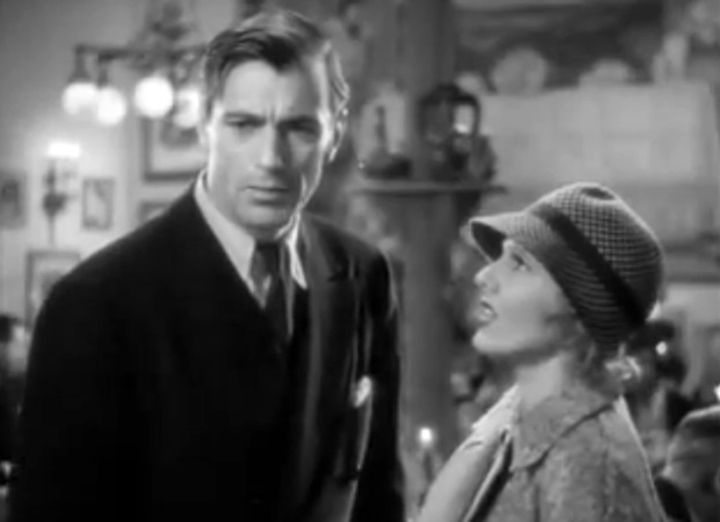
Gary Cooper et Jean Arthur dans le film L'Extravagant Mr. Deeds (1936).

Le drame est un genre cinématographique qui traite des situations généralement non épiques dans un contexte sérieux, sur un ton plus susceptible d'inspirer la tristesse que le rire. Historiquement, le drame était un genre littéraire comprenant tous les ouvrages composés pour le théâtre.
Généralement, un drame repose sur un scénario abordant avec le moins d'humour possible un thème grave (la mort, la misère, le viol, la toxicomanie, etc.) qui peut être douloureux, révoltant, injuste. Il peut s’inspirer de l'histoire (comme la Seconde Guerre mondiale dans Elle s'appelait Sarah) ou de l'actualité (comme dans Lion). 
Cependant, il ne faut pas confondre le drame avec la tragédie — qui n'existe quasiment pas au cinéma, si l'on excepte des adaptations de romans ou de pièces de théâtre (comme (Roméo et Juliette ou Notre-Dame de Paris) — et qui finit toujours par la mort d’au moins un des protagonistes.
Le drame peut être très proche du cinéma catastrophe (par exemple : La Tour infernale, Titanic, Poséidon).

## Sous-genres

### Docudrame
Un docudrame (ou documentaire dramatique) est un film ou téléfilm dont le scénario est rigoureusement inspiré d'événements réels. Il est l'équivalent cinématographique de la reconstitution historique.

### Comédie dramatique
Une comédie dramatique est un genre cinématographique ou télévisuel qui utilise les caractéristiques de la comédie à des fins dramatiques. Il ne s'agit donc pas obligatoirement d'une alternance plus ou moins équilibrée entre des scènes humoristiques et des scènes dramatiques.

### Drame psychologique
Le drame psychologique se distingue dans la mesure où le scénario va davantage s’attacher au caractère psychologique des personnages, d’une façon plus générale à l’existentialisme, plus qu’au contexte lui-même.

### Teen drama
Le terme teen drama est utilisé, dans les pays anglophones, pour désigner une série télévisée centrée sur des personnages adolescents. Les teen dramas peuvent relever du drame, de la comédie ou de la comédie dramatique, ces genres pouvant se combiner avec d'autres (policier, science-fiction, fantastique…).